# Batalla de Balaklava
La batalla de Balaklava  (25 d'octubre de 1854), lliurada a la regió de Balaklava, va enfrontar russos contra els aliats turcs, francesos i anglesos durant la Guerra de Crimea (1854-1856). En la cultura russa és més coneguda per la batalla de Kadikoi, localitat realment més propera a l'escenari de la batalla. L'acció va tenir lloc en el curs del Setge de Sebastòpol pels aliats. Sebastòpol era la principal base naval dels russos a la mar Negra.
Els aliats decidiren no fer un assalt immediat a Sebastòpol i es prepararen per a un setge que duraria dotze mesos. Els britànics, comandats per Lord Ranglan, i els francesos, comandats per Canrobert, posicionaren les seves tropes a sud del port de Quersonesos. L'exèrcit francès ocupà Kamiesh a la costa occidental, i els britànics se n'anaren a Balaklava, al sud. Emperò, aquesta posició forçà els britànics a defensar els flanc directe de les operacions de setge aliades, per a la qual cosa Raglan disposava de poques tropes. Aprofitant-se d'aquesta situació, el general rus Pavel Liprandi, com els seus homes (pel volts de 25.000 soldats), es preparà per atacar les defenses a Balaklava i voltants, amb l'objectiu de destruir la cadena d'aprovisionament entre la base britànica i les línies del setge.

Plànol de la batalla de Balaklava

A primera hora del matí (pels volts de les cinc), les forces de la coalició foren despertades per una canonada des del cantó de Balaklava. Descobriren, aleshores, que l'exèrcit rus s'estenia a la plana, i restava fora de l'abast de l'artilleria aliada. L'objectiu del general Liprandi era, en un primer moment, els reductes sostinguts pel contingent turc, que defensaven el port. Aquests eren defensats per dos regiments d'infanteria del general Jabrokristki, sortit d'Inkerman.
A fora d'on estava el contingent turc, el port era defensat per la cavalleria britànica, sota les ordres del Lord Lucan. Aquestes forces eren compostes per la brigada pesada de Lord Scarlet i la brigada lleugera de Lord Cardigan (en total uns 1.500 homes)- el 93è regiment de Highlanders, comandat per Lord Colin Campbell (uns 650 soldats d'infanteria) i, finalment, els defensors de la vila: uns 100 homes de la infanteria de marina i un centenar d'invàlids armats precipitadament.
Es desplaçaren reforços des de les posicions de setge, però no pogueren estar en línia fins passades unes quantes hores. Sols l'artilleria podia, en el moment immediat, aportar el seu suport. Els turcs evacuaren ràpidament els reductes. Els Highlanders, en comptes de formar un quadrat, s'estenien en dues línies en lloc de les quatre reglamentàries, representades per un observador situat en un terreny elevat per una fórmula que esdevindria famosa: "una minça línia vermella".
Vers les 9:30 del matí, la cavalleria s'agità. Era composta per uns 3.000 o 4.000 hússars i cosacs de l'Oural. Enfront d'ells, els Highlanders restaven estoics i no descarregaren els seus trets fins al darrer moment, trencant de forma neta l'assalt rus. Al mateix moment, la cavalleria pesant de Lord Scarlet carregà, travessant literalment la cavalleria russa que era desfeta. Però Lord Scarlett, per raons de conflicte personal, no carregà pas en aquest instant quan podia acabar de derrotar els russos.

## Càrrega de la Brigada Lleugera
En el transcurs de la batalla es van produir destacables fets d'armes per a la història militar com la Càrrega de la Brigada Pesada o la celebèrrima "minsa línia vermella", en què el 93 º Regiment de Highlanders va detenir una càrrega de la cavalleria russa amb només una formació de dos en fons, un fet del tot audaç per a un enfrontament davant la cavalleria. No obstant això, aquesta batalla és famosa per la polèmica que ha generat entre els historiadors la seva última acció: la famosa càrrega de la cavalleria lleugera britànica: l'anomenada  Càrrega de la Brigada Lleugera .
Des del primer moment la premsa anglesa es va fer ressò de la valentia que va suposar la càrrega, alhora que corrien rius de tinta a prop de qui hauria d'assumir la responsabilitat d'haver causat tantes baixes britàniques sense resultats aparents. Gairebé tots els registres històrics indiquen que la decisió de realitzar aquesta acció militar es va prendre de manera precipitada i sense una acurada anàlisi de la situació. La coneguda com "cavalcada a l'infern" es va produir quan es va ordenar a tota la Brigada Lleugera (al comandament del general de brigada lord Cardigan) de la Divisió de Cavalleria (al comandament del general de divisió lord Lucan) que carregués de front sobre una posició d'artilleria russa situada al final d'una vall d'aproximadament 1,5 km de profunditat, protegida a les faldes dels turons que conformaven la vall per més bateries d'artilleria i unitats d'infanteria.
Durant la cavalcada, la Brigada va quedar tan exposada al foc creuat de granades i fusells que les baixes produïdes van ser terribles en homes i cavalls. Això no obstant, la Brigada va mantenir la serenitat, complint estrictament l'ordre encomanada i seguint fidelment el reglament de cavalleria, que marcava acuradament el pas a mantenir les muntures en funció de la distància a l'objectiu (pas, trot i galop), no sonant el toc de "a la càrrega" fins als últims metres davant les boques dels canons, per maximitzar la potència dels animals que així no arribaven esgotats i per aconseguir mantenir la línia de la Brigada en l'ordre necessari. Els russos confiaven a detenir la Brigada amb una eficaç i eixordidor foc d'artilleria, realitzant fins i tot l'última descàrrega de metralla sense netejar els canons prèviament per estalviar uns segons en trobar ia la cavalleria a pocs metres i haver passat visiblement els llancers seus armes a la posició "a la mà" (no netejar els canons de la pólvora sobrant després d'una descàrrega suposava un seriós risc d'accident que posava en perill la vida dels servidors de les peces).

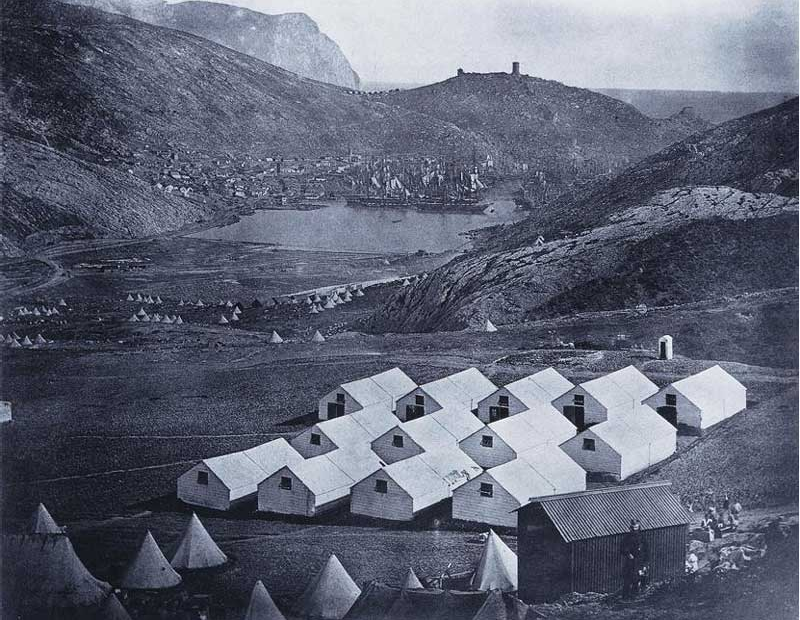
Un campament militar a la batalla de Balaklava, 1855.

No obstant això, els supervivents de la Brigada van superar la línia de canons russa i fins i tot van carregar endimoniadament contra la sorpresa cavalleria russa, formada tranquil·lament després dels canons, que va fer mitja volta espantada tot i superar el seu enemic per 5 a 1. Finalment, els oficials d'Hússars i Cosacs russos van aconseguir recompondre les línies després de constatar l'exigu nombre de britànics que sortien de la fumera dels canons. Les restes de la Brigada Lleugera van començar, llavors, un infernal camí de tornada esquitxat de sang pel foc incessant de les posicions russes als turons.
Com a conseqüència d'aquesta acció, tan coratjosa com inapropiada, la Brigada Lleugera, composta per cinc regiments de Dracs Lleugers, va ser gairebé totalment destruïda.
S'ha discutit des del punt de vista de la història militar si l'error va ser de qui va donar l'ordre o de l'execució; pel que sembla el moment i la forma van ser mal triats, de manera que la culpa seria dels oficials que van donar l'ordre, en aquest cas de l'oficial superior, Lord Raglan. Es va ordenar carregar sense suport d'infanteria des d'una zona poc apropiada.
Finalment, l'exèrcit rus es va retirar de les posicions properes a Balaklava, comptabilitzant la batalla com una victòria en els annals militars russos. No obstant això, des del punt de vista estratègic, els aliats van mantenir les posicions de setge al voltant de Sebastòpol pel que pot considerar-se estratègicament rendible el resultat de la batalla.
El poeta Alfred Tennyson va compondre un famós poema, lloant l'acció: "... per la vall de la mort, cavalcaren els 600 ..." que va causar un gran impacte en la societat victoriana de l'època. També es va compondre música per ser recitat. A les escoles angleses es va fer obligatòria la seva memorització pels escolars i fins èpoques ben recents tot anglès coneixia des de petit la famosa acció de la càrrega de la Brigada Lleugera.